# 憐哀 -レンアイ-
『憐哀 -レンアイ-』は、シドの1stアルバム。2004年12月22日発売。

## 概要
- 初回限定盤、通常盤の2タイプで販売された。
- 初回限定盤は10000枚限定、紙ジャケット仕様となっている。また、初回限定盤は、予約完売した。
- 通常盤は初回仕様にエンハンスド仕様となっており、紫陽花のPVが収録されている。
- このアルバムからレーベル所属となり、また衣装も当時統一していた喪服からスーツへと変わった。
- 「必要悪」や「青」などの喪服時代の頃から存在する曲も含んでいるが、1st & 2nd MD「吉開学17歳（無職）」、吉開学17歳（無職）の1stプレスのカップリング曲「循環」、喪服時代最後の音源「ノイロヲゼパアティー」は含まれていない。
- メジャーデビュー前後の辺りで、メンバー（特に明希）が「レーベル入ってド頭でよくあんな完成度の高いアルバムが作れたなと今更ながら思う」と語っている。

## 収録曲
1. 紫陽花
2018年に発売されたベストアルバム『SID Anime Best 2008-2017』収録曲である「ASH」のPVが制作されるまでは、シングル化されていない曲で、PVが製作されている唯一の楽曲だった。
2. 私は雨
表記はされていないがアルバムバージョンとなっている。シングルとは違い、演奏にピアノが入っている。
3. 青
私は雨と同じく、表記はされていないがアルバムバージョンとなっており、入りのAメロがアカペラ(イントロメロ)になっている。
4. 必要悪
｢ライブハウスツアー「いちばん好きな場所2010」スペシャル公演-ペア限定リクエストカウントダウンLIVE-｣　7位(キャラメルと同票数)。喪服時代の頃から存在する曲。初期のライヴでは曲が少なく、「吉開学17歳（無職）」、「循環」、「できそこない」とこの曲の合計4曲を、曲順を入れ替えて演奏していた。
5. 赤紙シャッフォー
戦争がテーマの曲。歌詞が福岡弁で書かれている。マオ曰く、「歴代でも締め切りギリギリリストでTOP3に入るぐらい」追い込まれた作品。歌詞は喫茶店で1時間で書き上げた[1]。
6. 妄想日記
しんぢ表記での初作曲の歌。また、哀愁歌謡な曲調が生まれたきっかけの曲でもある。メジャーデビュー後に発売されたアルバム『hikari』に、「妄想日記2」と銘打たれた曲が収録されている[注釈 1]。
ライヴでの定番曲の一つとなっており、メジャーデビュー後、他の曲は徐々にアンコール後にしか演奏されなくなっているにもかかわらず、この曲だけが本編中に演奏されたりしている他、本編中、空気がいいときやミスで演奏がストップしてしまったりした際に、急遽追加する可能性がある曲の1つ。全てのライヴDVDに収録されている。また、ライブで演奏される際にはこの曲が発表されてからしばらくは原曲よりもやや早い速度で演奏されていたが、2013年頃のライブからは、原曲と同じ早さで演奏されるようになった。
2020年に鬼龍院翔が通販限定アルバム『うたってきりりんぱ』でカバーしている。

## 収録内容
| 全作詞: マオ、全編曲: シド & Sakura。 |                          |           |          |      |
| #                                     | タイトル                 | 作詞      | 作曲     | 時間 |
| 1.                                    | 「紫陽花」               | マオ      | Shinji   | 4:55 |
| 2.                                    | 「隣人」                 | マオ      | 御恵明希 | 3:35 |
| 3.                                    | 「私は雨」               | マオ      | Shinji   | 4:31 |
| 4.                                    | 「バーチャル晩餐会」     | マオ      | Shinji   | 3:08 |
| 5.                                    | 「青」                   | マオ      | 御恵明希 | 5:05 |
| 6.                                    | 「土曜日の女」           | マオ      | 御恵明希 | 3:14 |
| 7.                                    | 「必要悪」               | マオ      | 御恵明希 | 4:16 |
| 8.                                    | 「赤紙シャッフォー」     | マオ      | 御恵明希 | 3:57 |
| 9.                                    | 「妄想日記」             | マオ      | Shinji   | 3:48 |
| 10.                                   | 「お別れの唄」           | マオ      | Shinji   | 4:02 |
| 11.                                   | 「空の便箋、空への手紙」 | マオ      | Shinji   | 4:12 |
| 合計時間:                             | 合計時間:                | 合計時間: | 44:43    |      |